# Van McCann
Ryan Evan McCann (Cheshire, 1 de agosto de 1992) es cantante y guitarrista de la banda de indie rock Catfish and the Bottlemen.

## Biografía
Van McCann nació en Australia. La madre de McCann sufrió un accidente de niña, lo que inicialmente le impediría tener hijos. Después de varios intentos de fecundación in vitro, quedó embarazada, de Ryan. 
Durante sus dos primeros años de vida, McCann vivió viajando alrededor de Australia. Años más tarde se establecieron en Llandudno, Gales. 
Creó la banda en 2010 junto a Bill Bibby, el hermano mayor de su mejor amigo y actual bajista Benji Blakeway, aunque Catfish and the Bottlemen empezó realmente en 2007.